# Off Beat
„Off Beat“ е американски комедия от 1986 г. за млад библиотекар, който се представя за полицай. Режисьор е Майкъл Динър, и участват Джъдж Райнхолд, Мег Тили, Клийвлант Дерикс и Харви Кайтел.